# Mohamed Moâtassim
Mohamed Moâtassim, né en 1956 à Settatet mort le 5 juin 2023, est un universitaire et homme politique marocain.

## Biographie
Après une licence en sciences politiques à la faculté de droit de Rabat en 1977, et un diplôme d'études supérieures (DES) à la faculté de droit de Casablanca en 1983, il prépare et soutient en 1988 sa thèse de doctorat d'État en sciences politiques sur « l'évolution traditionaliste du droit constitutionnel marocain ».
Le 11 novembre 1993, il est nommé ministre délégué auprès du Premier ministre, chargé des Relations avec le Parlement dans le gouvernement Lamrani VI. Le 7 juin 1994, il est reconduit au même poste dans le gouvernement Filali I.
Le 25 février 1995, il est chargé de mission au cabinet royal. Quatre ans plus tard, il devient conseiller du roi Mohammed VI.
Il est membre du Conseil constitutionnel de 1999 à 2002 et du Conseil consultatif des droits de l'homme (CCDH) de 2007 à 2011.

## Décorations
- Chevalier de l'Ordre du Trône (1995).
- Commandeur de l'Ordre du Trône (juillet 2004).
- Commandeur de la Légion d'honneur (2004)

## Ouvrages
- « Le système politique marocain » Casablanca, Ed. Isis, 1992
- « La vie politique marocaine : 1962 – 1992 » Casablanca, Ed. Isis, 1992
- « L'expérience parlementaire au Maroc » (Ouvrage collectif) Casablanca, Ed. Toubkal, 1984
- « Théorie générale du droit constitutionnel » Casablanca, Ed. Isis, 1988
- « Les systèmes politiques comparés » Casablanca, Ed. Isis, 1989
- Plusieurs études et articles en matière de droit public et sciences politiques, publiés dans des revues et publications scientifiques et académiques spécialisées.